# Dikeos (Cos)
Dikeos (en griego: Δίκαιος) es un municipio de la isla griega de Cos. Toma el nombre de la sierra homónima que lo atraviesa. Con la reforma administrativa de 2010, el Plan Calícrates, los municipios de la isla se fusionaron para formar el municipio de Cos el 1 de enero de 2011. La sede del gobierno local era 3387. Los habitantes (a partir de 2011) son la pequeña ciudad de Zipari. Desde entonces, Dikeos ha formado uno de los tres distritos municipales.

## Geografía
Con una superficie de 62.612 km², Dikeos es el más pequeño de los tres municipios de Cos que conforman la isla. El terreno se eleva lentamente desde la fértil llanura costera con las ciudades de Tigaki y Marmari en el norte. La elevación más alta en 846 m se alcanza en el pico principal de la cordillera Dikeos (Δίκαιος) en el sur. La cadena montañosa atraviesa la isla de este a oeste y luego desciende relativamente abruptamente hacia el mar por el lado sur. Los distritos municipales vecinos son Cos en el este e Iraklides en el oeste.

## División administrativa
El municipio de Dikeos está dividido en dos distritos con ocho localidades.
| Distrito  | Nombre griego                | código   | Área (km²) | Residentes 2001 | Residentes 2011 | Localidades                                                          |
| --------- | ---------------------------- | -------- | ---------- | --------------- | --------------- | -------------------------------------------------------------------- |
| Asfendiou | Δημοτική Κοινότητα Ασφενδιού | 64010201 | 34.505     | 3205            | 4094            | Zipari, Agios Dimitrios, Asfendiou, Lagoudi - Zia, Linopotis, Tigaki |
| Pyli      | Δημοτική Κοινότητα Πυλίου    | 64010202 | 28.107     | 2889            | 3036            | Pyli, Marmari                                                        |
| En total  | En total                     | 640102   | 62.612     | 6094            | 7130            |                                                                      |

Evolución demográfica de Dikeos 
| Año        | 1905 | 1947 | 1951 | 1961 | 1971 | 1981 | 1991 | 2001 | 2011 |
| ---------- | ---- | ---- | ---- | ---- | ---- | ---- | ---- | ---- | ---- |
| Habitantes | 3258 | 4679 | 4592 | 4473 | 3102 | 3539 | 5371 | 6094 | 7130 |